# Liberale (Finnland)
Die Liberalen (finnisch: Liberaalit) sind eine liberale Partei in Finnland. Bis zum Jahr 2001 hieß sie Liberale Volkspartei (finnisch: Liberaalinen Kansanpuolue, LKP; schwedisch: Liberala Folkpartiet).
Die Liberale Volkspartei entstand 1965 aus dem Zusammenschluss der Volkspartei Finnlands (Suomen Kansanpuolue) und des Liberalen Bundes (Vapaamielisten Liitto). Im finnischen Parlament war die Partei von 1966 bis 1979 sowie von 1991 bis 1995 vertreten. Ihre Wahlergebnisse sind seit der Gründung fast durchgehend gesunken und lagen seit 1987 unter einem Prozent.
Bei der Parlamentswahl 2011 traten die Liberalen nicht mehr eigenständig an. Ihre Mitglieder kandidierten auf den Listen der finnischen Piratenpartei.

## Wahlergebnisse

### Parlamentswahlen
| Jahr | Abgeordnete | Stimmen | Prozent |
| ---- | ----------- | ------- | ------- |
| 1966 | 9           | 153 259 | 6,47 %  |
| 1970 | 8           | 150 823 | 5,95 %  |
| 1972 | 7           | 132 955 | 5,16 %  |
| 1975 | 9           | 119 534 | 4,35 %  |
| 1979 | 4           | 106 560 | 3,68 %  |
| 1987 | 0           | 027 824 | 0,97 %  |
| 1991 | 1           | 021 210 | 0,78 %  |
| 1995 | 0           | 016 247 | 0,58 %  |
| 1999 | 0           | 005 194 | 0,19 %  |
| 2003 | 0           | 008 776 | 0,31 %  |
| 2007 | 0           | 003 171 | 0,11 %  |

### Kommunalwahlen
| Jahr | Ratsmitglieder | Stimmen | Prozent |
| ---- | -------------- | ------- | ------- |
| 1968 | 309            | 123 793 | 5,45 %  |
| 1972 | 304            | 129 736 | 5,19 %  |
| 1976 | 328            | 127 750 | 4,76 %  |
| 1980 | 203            | 088 086 | 3,21 %  |
| 1988 | 062            | 029 339 | 1,12 %  |
| 1992 | 049            | 026 334 | 0,99 %  |
| 1996 | 025            | 008 766 | 0,37 %  |
| 2004 | 001            | 001 016 | 0,04 %  |

### Präsidentschaftswahlen
| Jahr | Wahlmänner | Stimmen | Prozent | Kandidat                           |
| ---- | ---------- | ------- | ------- | ---------------------------------- |
| 1968 | 9          | 102 737 | 5,04 %  | –                                  |
| 1978 | 8          | 071 232 | 2,9 %0  | Unterstützung Kekkonens (Landbund) |
| 1982 | 1          | 056 070 | 1,8 %0  | Helvi Sipilä                       |

### Europawahlen
| Jahr | Abgeordnete | Stimmen | Prozent |
| ---- | ----------- | ------- | ------- |
| 1996 | 0           | 8 305   | 0,37 %  |
| 2004 | 0           | 3 558   | 0,21 %  |

## Parteivorsitzende
- 1965–1968: Mikko Juva
- 1968–1978: Pekka Tarjanne
- 1978–1982: Jaakko Itälä
- 1982–1984: Arne Berner
- 1984–1990: Kyösti Lallukka
- 1990–1992: Kaarina Koivistoinen
- 1992–1993: Kalle Määttä
- 1993–1995: Tuulikki Ukkola
- 1995–1997: Pekka Rytilä
- 1997–2000: Altti Majava
- 2000–2001: Oili Korkeamäki
- 2001–2005: Tomi Riihimäki
- 2005–2008: Ilkka Innamaa
- 2008–2011: Kimmo Eriksson
- seit 2011:0. Jouni Flemming

## Parteisekretäre
- 1965–1968: Helge Halsti
- 1968–1975: Juha Sipilä
- 1975–1984: Kalevi Viljanen
- 1984–1988: Jari P. Havia
- 1988–1992: Altti Leutonen
- 1992–2000: Kaarina Talola
- 2000:–0000 Marjut Palomäki
- 2000–2004: Kimmo Eriksson
- 2004–2005: Ilkka Innamaa
- 2005–2009: Mika Mustalahti
- 2009–2011: Jari Metsälä
- seit 2011:0. Milla Louhi

## Weblink
- www.liberaalit.fi Website der Partei (finnisch)